# Estación San Martín de Tours
San Martín de Tours es una estación ferroviaria ubicada en la localidad de López, Departamento San Jerónimo, Provincia de Santa Fe, Argentina.

## Servicios
La estación corresponde al Ferrocarril General Bartolomé Mitre de la red ferroviaria argentina.
Se encuentra actualmente sin operaciones de pasajeros, sin embargo por sus vías transitan los servicios Retiro - Tucumán de la empresa estatal Trenes Argentinos Operaciones, aunque no hace parada en esta.